# История Курганской области
Курганская область — регион Российской Федерации, находящийся в южной части Сибирской низменности, в бассейне рек Тобола и Исети. 

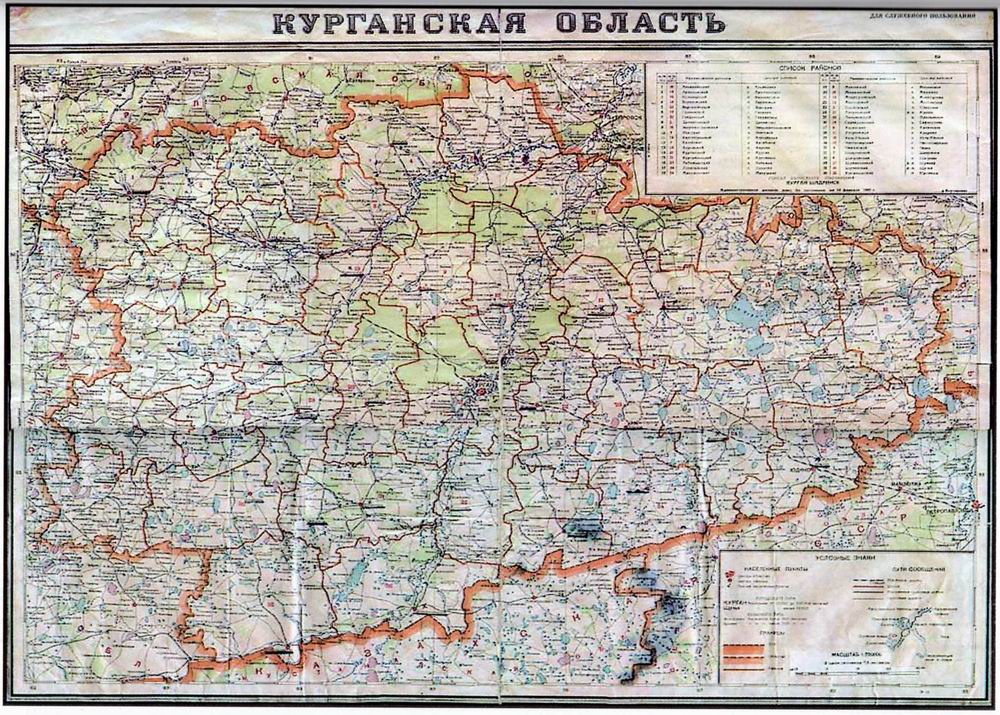
Курганская область в границах 1943 года.

## Древнейшая история
Древнейшая позднепалеолитическая стоянка на территории Курганской области Шикаевка II у бывшей деревни Шикаевка Варгашинского района датируется возрастом 18 050±95 лет. На глубине около 2 метров найдены кости мамонта, волка, зайца, птиц, а также каменные орудия из зелёной и красной яшмы.
К эпохе мезолита относятся памятники Камышное I, Утаган III.
На многослойном поселении Ташково-1, расположенном близ деревни Ташкова на правом берегу старичного русла реки Исеть, типологически датированный керамический сосуд (5400 лет до н. э.) относится к ранненеолитическому кошаровско-юринскому типу козловской культуры, хотя стратиграфически связан с верхним поздненеолитическим слоем.
К поселениям энеолитического периода относятся Кочегарово I, Коршуново, Вавилон и другие. По черепу мужчины с поселения Гладунино 3 эпохи энеолита была сделана скульптурная реконструкция.
В энеолите в Курганской области появляются святилища древнего населения. Святилище Савин I находится на правом берегу реки Тобол в Белозерском районе. Святилище расположено на пойменной возвышенности с хорошим обзором местности, со всех сторон окружённой старицами реки Тобол. Оно представляло собой два кольца, сооружённых из рва. Во рву и рядом с ним были ямы, заполненные костями животных, по периметру круга стояли столбы. В северной части располагались костры, в юго-восточной — погребения.
К бронзовому веку в Зауралье относятся памятники синташтинской культуры (Озёрное 1), петровской культуры (Озёрное 1), андроновской культуры (Кипель, поселение-I (Кипельское селище)), ташковской культуры (однослойное поселение начала II тыс. до н. э. Ташково II).
В середине 1-го тысячелетия до н. э. местные племена познакомились с железом. Улучшилась обработка земли, ускорилось развитие ремесла, в особенности кузнечного и оружейного. В эту эпоху лесостепное Зауралье населяли оседлые и полуоседлые, племена племена скотоводов-земледельцев. О появлении племенной знати свидетельствуют погребения того времени — курганы. На территории области их более тысячи, однако крупных — высотой от 5 до 10 метров раскопано не много. Один из них - Царёв курган.
По материалам городища Чудаки (Гороховское) у села Горохово на реке Юргамыш получила название гороховская культура раннего железного века (VI—III века до н. э.). Исчезновение гороховской культуры интерпретируется как миграция её носителей на Южный Урал в IV—III веках до н. э. под давлением носителей саргатской культуры.

## Средние века
В это время на территории Зауралья проживали финно-угорские племена, предки манси, хантов, венгров, а также восточноиранские племена. В результате перемещения племён в I—II веках н. э. произошла тюркизация лесостепного Притоболья, началось заселение Зауралья тюрками. 
В XIII веке территория области вошла в сферу влияния Золотой Орды, а позже — в состав Сибирского ханства. 
Движение русских людей за Каменный пояс до XVI века шло медленно. Процесс колонизации ускорило падение Казанского и Астраханского ханств. В 1574 году Иван Грозный выдал купцам Строгановым жалованную грамоту на владение зауральскими землями по реке Тобол. Однако на пути землепроходцев стояла преграда — Сибирское ханство во во главе с ханом Кучумом. В разгроме ханства видную роль сыграл поход Ермака в Сибирь, который снарядили Строгановы. Поход начался осенью 1581 года и продолжался в течение года. После разгрома Сибирского ханства Зауралье вошло в состав Русского государства.

## В составе Российского Государства (XVII-XVIII век)
Основная статья:Покорение табынцев

## В составе Российской империи (конец XVIII – начало XX века)
Курганский уезд был образован 19 января 1782 года в составе Тобольской области Тобольского наместничества. С 1796 года Курганский уезд находился в Тобольской губернии.
В 1822—1882 годах Курганский округ Тобольской губернии входил в состав Западно-Сибирского генерал-губернаторства.

## Советское время
3 апреля 1918 года Губернская конференция Советов приняла решение о перенесении губернского центра из г. Тобольска в г. Тюмень и переименовании Тобольской губернии в  Тюменскую. Тобольский Совет воспротивился решению конференции и 3 мая 1918 года объявил себя губернским. В постановлении ВЦИК от 27 августа 1919 года губерния названа Тобольской, хотя после освобождения её территории от белогвардейцев губернские учреждения были образованы в Тюмени.
В советский период территория современной Курганской области являлась составной частью Уральской области (Курганский округ), а затем — Челябинской области.
Курганская область была образована Указом Президиума Верховного Совета СССР от 6 февраля 1943 года. В её состав вошли 32 района, 2 города областного подчинения — Курган и Шадринск, 3 рабочих посёлка и 1784 населённых пункта. Через год — 14 августа 1944 года — Указом Верховного Совета СССР была создана Тюменская область, которой из состава Курганской области были переданы Армизонский, Бердюжский, Исетский, Упоровский районы и 8 сельсоветов Новозаимского района.
30 октября 1959 года Указом Президиума Верховного Совета СССР за выдающиеся успехи в деле увеличения производства зерна и успешное выполнение обязательств по продаже государству хлеба Курганская область была награждена орденом Ленина. Тогда зауральцы сдали государству 90 млн пудов хлеба (около 1,5 млн тонн). Церемония вручения ордена состоялась только в марте 1961 года, когда Н. С. Хрущёв прикрепил орден к знамени области.